# Heineken Cup 2000/01
Der Heineken Cup 2000/01 war die sechste Ausgabe des Heineken Cup (Vorläufer des European Rugby Champions Cup), dem wichtigsten europäischen Pokalwettbewerb im Rugby Union. Beteiligt waren 24 Mannschaften aus sechs Ländern. Das Finale fand am 19. Mai 2001 im Parc des Princes in Paris statt. Pokalsieger wurden die Leicester Tigers aus England, die im Finale die französische Mannschaft Stade Français schlugen.

## Modus
Die Teilnehmer wurden in sechs Gruppen mit je vier Mannschaften eingeteilt. Jede Mannschaft spielte je ein Heim- und ein Auswärtsspiel gegen die drei Gruppengegner. Für das Viertelfinale qualifizierten sich die sechs Gruppensieger und die zwei besten Gruppenzweiten.
Die Punkte wurden wie folgt verteilt:
- 2 Punkte für einen Sieg
- 1 Punkt für ein Unentschieden

## Gruppenphase
In Klammern: Rang in der Viertelfinal-Setzliste

### Gruppe 1
|    | Team                   | Spiele | Siege | Unent. | Ndlg. | Spiel- punkte | Diff. | Tabellen- punkte |
| -- | ---------------------- | ------ | ----- | ------ | ----- | ------------- | ----- | ---------------- |
| 1. | Biarritz Olympique (6) | 6      | 4     | 0      | 2     | 164:152       | + 12  | 8                |
| 2. | Edinburgh Reivers      | 6      | 3     | 1      | 2     | 154:141       | + 13  | 7                |
| 3. | Leinster Rugby         | 6      | 3     | 1      | 2     | 149:156       | - 7   | 7                |
| 4. | Northampton Saints     | 6      | 1     | 0      | 5     | 138:156       | - 18  | 4                |

| Datum            | Begegnung               | Ergebnis |
| ---------------- | ----------------------- | -------- |
| 6. Oktober 2000  | Edinburgh - Leinster    | 29:21    |
| 7. Oktober 2000  | Biarritz - Northampton  | 37:30    |
| 13. Oktober 2000 | Leinster - Biarritz     | 35:9     |
| 14. Oktober 2000 | Northampton - Edinburgh | 22:23    |
| 21. Oktober 2000 | Northampton - Leinster  | 8:14     |
| 21. Oktober 2000 | Biarritz - Edinburgh    | 29:18    |

| Datum            | Begegnung               | Ergebnis |
| ---------------- | ----------------------- | -------- |
| 27. Oktober 2000 | Edinburgh - Biarritz    | 27:35    |
| 27. Oktober 2000 | Leinster - Northampton  | 40:31    |
| 12. Januar 2001  | Leinster - Edinburgh    | 34:34    |
| 13. Januar 2001  | Northampton - Biarritz  | 32:24    |
| 19. Januar 2001  | Edinburgh - Northampton | 18:15    |
| 20. Januar 2001  | Biarritz - Leinster     | 30:10    |

### Gruppe 2
|    | Team               | Spiele | Siege | Unent. | Ndlg. | Spiel- punkte | Diff. | Tabellen- punkte |
| -- | ------------------ | ------ | ----- | ------ | ----- | ------------- | ----- | ---------------- |
| 1. | Stade Français (1) | 6      | 5     | 0      | 1     | 297:85        | + 212 | 10               |
| 2. | Swansea RFC (7)    | 6      | 4     | 0      | 2     | 244:123       | + 121 | 8                |
| 3. | London Wasps       | 6      | 3     | 0      | 3     | 175:156       | + 19  | 6                |
| 4. | L’Aquila Rugby     | 6      | 0     | 0      | 6     | 40:392        | - 352 | 0                |

| Datum            | Begegnung          | Ergebnis |
| ---------------- | ------------------ | -------- |
| 7. Oktober 2000  | Swansea - Wasps    | 54:28    |
| 7. Oktober 2000  | Stade - L’Aquila   | 92:7     |
| 14. Oktober 2000 | Swansea - Stade    | 18:16    |
| 15. Oktober 2000 | L’Aquila - Wasps   | 10:39    |
| 21. Oktober 2000 | Stade - Wasps      | 40:10    |
| 21. Oktober 2000 | L’Aquila - Swansea | 6:70     |

| Datum            | Begegnung          | Ergebnis |
| ---------------- | ------------------ | -------- |
| 28. Oktober 2000 | Swansea - L’Aquila | 73:3     |
| 29. Oktober 2000 | Wasps - Stade      | 28:31    |
| 13. Januar 2001  | L’Aquila - Stade   | 9:76     |
| 14. Januar 2001  | Wasps - Swansea    | 28:16    |
| 20. Januar 2001  | Stade - Swansea    | 42:13    |
| 21. Januar 2001  | Wasps - L’Aquila   | 42:5     |

### Gruppe 3
|    | Team             | Spiele | Siege | Unent. | Ndlg. | Spiel- punkte | Diff. | Tabellen- punkte |
| -- | ---------------- | ------ | ----- | ------ | ----- | ------------- | ----- | ---------------- |
| 1. | Cardiff RFC (5)  | 6      | 4     | 0      | 2     | 182:146       | + 36  | 8                |
| 2. | Saracens         | 6      | 4     | 0      | 2     | 174:140       | + 34  | 8                |
| 3. | Stade Toulousain | 6      | 2     | 1      | 3     | 171:182       | - 11  | 5                |
| 4. | Ulster Rugby     | 6      | 1     | 1      | 4     | 146:205       | - 59  | 3                |

| Datum            | Begegnung           | Ergebnis |
| ---------------- | ------------------- | -------- |
| 6. Oktober 2000  | Ulster - Cardiff    | 32:23    |
| 7. Oktober 2000  | Toulouse - Saracens | 22:32    |
| 14. Oktober 2000 | Cardiff - Toulouse  | 26:17    |
| 15. Oktober 2000 | Saracens - Ulster   | 55:25    |
| 21. Oktober 2000 | Saracens - Cardiff  | 23:32    |
| 22. Oktober 2000 | Toulouse - Ulster   | 35:35    |

| Datum            | Begegnung          | Ergebnis |
| ---------------- | ------------------ | -------- |
| 27. Oktober 2000 | Cardiff - Saracens | 24:14    |
| 27. Oktober 2000 | Ulster - Toulouse  | 25:29    |
| 12. Januar 2001  | Cardiff - Ulster   | 42:16    |
| 14. Januar 2001  | Saracens - Ulster  | 37:30    |
| 19. Januar 2001  | Ulster - Saracens  | 13:21    |
| 20. Januar 2001  | Toulouse - Cardiff | 38:27    |

### Gruppe 4
|    | Team              | Spiele | Siege | Unent. | Ndlg. | Spiel- punkte | Diff. | Tabellen- punkte |
| -- | ----------------- | ------ | ----- | ------ | ----- | ------------- | ----- | ---------------- |
| 1. | Munster Rugby (3) | 6      | 5     | 0      | 1     | 154:109       | + 45  | 10               |
| 2. | Bath Rugby        | 6      | 4     | 0      | 2     | 139:106       | + 33  | 8                |
| 3. | Newport RFC       | 6      | 2     | 0      | 4     | 122:183       | - 61  | 4                |
| 4. | Castres Olympique | 6      | 1     | 0      | 5     | 135:152       | - 17  | 2                |

| Datum            | Begegnung         | Ergebnis |
| ---------------- | ----------------- | -------- |
| 7. Oktober 2000  | Munster - Newport | 26:18    |
| 7. Oktober 2000  | Bath - Castres    | 25:13    |
| 13. Oktober 2000 | Newport - Bath    | 28:17    |
| 14. Oktober 2000 | Castres - Munster | 29:32    |
| 21. Oktober 2000 | Munster - Bath    | 31:9     |
| 22. Oktober 2000 | Newport - Castres | 21:20    |

| Datum            | Begegnung         | Ergebnis |
| ---------------- | ----------------- | -------- |
| 28. Oktober 2000 | Bath - Munster    | 18:5     |
| 28. Oktober 2000 | Castres - Newport | 43:21    |
| 13. Januar 2001  | Castres - Bath    | 19:32    |
| 13. Januar 2001  | Newport - Munster | 24:39    |
| 19. Januar 2001  | Munster - Castres | 21:11    |
| 20. Januar 2001  | Bath - Newport    | 38:10    |

### Gruppe 5
|    | Team               | Spiele | Siege | Unent. | Ndlg. | Spiel- punkte | Diff. | Tabellen- punkte |
| -- | ------------------ | ------ | ----- | ------ | ----- | ------------- | ----- | ---------------- |
| 1. | Gloucester RFC (4) | 6      | 4     | 1      | 1     | 186:140       | + 46  | 9                |
| 2. | Llanelli RFC       | 6      | 4     | 0      | 2     | 187:103       | + 84  | 8                |
| 3. | US Colomiers       | 6      | 3     | 1      | 2     | 148:120       | + 28  | 7                |
| 4. | Rugby Roma Olimpic | 6      | 0     | 0      | 6     | 88:246        | - 158 | 0                |

| Datum            | Begegnung              | Ergebnis |
| ---------------- | ---------------------- | -------- |
| 6. Oktober 2000  | Llanelli - Gloucester  | 20:27    |
| 7. Oktober 2000  | Roma - Colomiers       | 5:14     |
| 14. Oktober 2000 | Colomiers - Llanelli   | 6:19     |
| 15. Oktober 2000 | Gloucester - Roma      | 52:12    |
| 21. Oktober 2000 | Llanelli - Roma        | 46:0     |
| 21. Oktober 2000 | Gloucester - Colomiers | 22:22    |

| Datum            | Begegnung              | Ergebnis |
| ---------------- | ---------------------- | -------- |
| 28. Oktober 2000 | Colomiers - Gloucester | 30:19    |
| 28. Oktober 2000 | Roma - Llanelli        | 21:41    |
| 13. Januar 2001  | Gloucester - Llanelli  | 28:27    |
| 13. Januar 2001  | Colomiers - Roma       | 55:21    |
| 19. Januar 2001  | Llanelli - Colomiers   | 34:21    |
| 20. Januar 2001  | Roma - Gloucester      | 29:38    |

### Gruppe 6
|    | Team                 | Spiele | Siege | Unent. | Ndlg. | Spiel- punkte | Diff. | Tabellen- punkte |
| -- | -------------------- | ------ | ----- | ------ | ----- | ------------- | ----- | ---------------- |
| 1. | Leicester Tigers (2) | 6      | 5     | 0      | 1     | 178:105       | + 73  | 10               |
| 2. | Section Paloise (8)  | 6      | 4     | 0      | 2     | 154:142       | + 12  | 8                |
| 3. | Pontypridd RFC       | 6      | 2     | 0      | 4     | 136:131       | + 5   | 4                |
| 4. | Glasgow Caledonians  | 6      | 1     | 0      | 5     | 137:227       | - 90  | 2                |

| Datum            | Begegnung              | Ergebnis |
| ---------------- | ---------------------- | -------- |
| 7. Oktober 2000  | Pontypridd - Glasgow   | 40:25    |
| 7. Oktober 2000  | Leicester - Pau        | 46:18    |
| 14. Oktober 2000 | Pau - Pontypridd       | 12:9     |
| 15. Oktober 2000 | Glasgow - Leicester    | 21:33    |
| 20. Oktober 2000 | Pontypridd - Leicester | 18:11    |
| 21. Oktober 2000 | Glasgow - Pau          | 24:46    |

| Datum            | Begegnung              | Ergebnis |
| ---------------- | ---------------------- | -------- |
| 28. Oktober 2000 | Pau - Glasgow          | 44:16    |
| 28. Oktober 2000 | Leicester - Pontypridd | 27:19    |
| 13. Januar 2001  | Pau - Leicester        | 3:20     |
| 14. Januar 2001  | Glasgow - Pontypridd   | 25:23    |
| 20. Januar 2001  | Leicester - Glasgow    | 41:26    |
| 21. Januar 2001  | Pontypridd - Pau       | 27:31    |

## Viertelfinale
| 27. Januar 2001 14:00 Uhr | Gloucester RFC                       | 21 : 15 | Cardiff RFC                                                              | Kingsholm Stadium, Gloucester Zuschauer: 10.800 Schiedsrichter: Joël Jutge (Frankreich) |
| 27. Januar 2001 14:00 Uhr | Straftritte: Hayward (1), Mannix (6) | Bericht | Versuche: Thomas, Walne Erhöhungen: Jenkins (1) Straftritte: Jenkins (1) | Kingsholm Stadium, Gloucester Zuschauer: 10.800 Schiedsrichter: Joël Jutge (Frankreich) |

| 27. Januar 2001 14:10 Uhr | Stade Français                                                                                                   | 36 : 19 | Section Paloise                                                                          | Stade Jean-Bouin, Paris Zuschauer: 8.000 Schiedsrichter: Nigel Whitehouse (Wales) |
| 27. Januar 2001 14:10 Uhr | Versuche: Comba, Laussucq, Poulain Erhöhungen: Domínguez (3) Straftritte: Domínguez (3) Dropgoals: Domínguez (2) | Bericht | Versuche: Paille Erhöhungen: Aucagne (1) Straftritte: Aucagne (3) Dropgoals: Aucagne (1) | Stade Jean-Bouin, Paris Zuschauer: 8.000 Schiedsrichter: Nigel Whitehouse (Wales) |

| 28. Januar 2001 14:10 Uhr | Leicester Tigers                                                                                            | 41 : 10 | Swansea RFC                                                     | Welford Road Stadium, Leicester Zuschauer: 13.000 Schiedsrichter: Alan Lewis (Irland) |
| 28. Januar 2001 14:10 Uhr | Versuche: Goode, Healey, Murphy (2) Erhöhungen: Stimpson (3) Straftritte: Stimpson (4) Dropgoals: Goode (1) | Bericht | Versuche: Moriarty Erhöhungen: Rees (1) Straftritte: Thomas (1) | Welford Road Stadium, Leicester Zuschauer: 13.000 Schiedsrichter: Alan Lewis (Irland) |

| 28. Januar 2001 14:45 Uhr | Munster Rugby                                                      | 38 : 29 | Biarritz Olympique                                                                  | Thomond Park, Limerick Zuschauer: 14.000 Schiedsrichter: Ed Morrison (England) |
| 28. Januar 2001 14:45 Uhr | Versuche: Foley (3) Erhöhungen: O’Gara (1) Straftritte: O’Gara (7) | Bericht | Versuche: Bonnet, Legg, Milhères (2) Erhöhungen: Botica (3) Straftritte: Botica (1) | Thomond Park, Limerick Zuschauer: 14.000 Schiedsrichter: Ed Morrison (England) |

## Halbfinale
| 21. April 2001 15:00 Uhr | Stade Français                                                        | 16 : 15 | Munster Rugby           | Stadium Lille Métropole, Lille Zuschauer: 20.400 Schiedsrichter: Chris White (England) |
| 21. April 2001 15:00 Uhr | Versuche: Mytton Erhöhungen: Domínguez (1) Straftritte: Domínguez (3) | Bericht | Straftritte: O’Gara (5) | Stadium Lille Métropole, Lille Zuschauer: 20.400 Schiedsrichter: Chris White (England) |

| 21. April 2001 16:00 Uhr | Leicester Tigers                                                   | 19 : 15 | Gloucester RFC          | Welford Road Stadium, Leicester Zuschauer: 14.010 Schiedsrichter: Joël Dumé (Frankreich) |
| 21. April 2001 16:00 Uhr | Versuche: Lloyd Erhöhungen: Stimpson (1) Straftritte: Stimpson (4) | Bericht | Straftritte: Mannix (5) | Welford Road Stadium, Leicester Zuschauer: 14.010 Schiedsrichter: Joël Dumé (Frankreich) |

## Finale
| 19. Mai 2001 15:00 Uhr | Stade Français                                                                                     | 30 : 34        | Leicester Tigers | Parc des Princes, Paris Zuschauer: 44.000 Schiedsrichter: David McHugh (Irland) |
| 19. Mai 2001 15:00 Uhr | Straftritte: Domínguez (9) 5., 17., 22., 29., 40., 48., 58., 68., 72. Dropgoals: Domínguez (1) 78. | (15:9) Bericht | Versuche: Lloyd (2) 41. n.erh., 79. erh. Back 59. erh. Erhöhungen: Stimpson (2) Straftritte: Stimpson (5) 6., 10., 30., 64., 73. | Parc des Princes, Paris Zuschauer: 44.000 Schiedsrichter: David McHugh (Irland) |